# 亞伯拉罕·維塔·德·科洛尼亞
亞伯拉罕·維塔·德·科洛尼亞（義大利語：Abraham Vita de Cologna；1755年9月25日—1832年3月24日）出生於義大利伦巴第大区曼托瓦省曼托瓦市的猶太人，是演說家和政治家，同時和达维德·辛茨海姆、埃马努埃尔·多伊茨共同擔任法國猶太教首席拉比。

## 生平
- 拿破仑一世時，被選為義大利王國議會的議員代表[3]。
- 1806年：參與巴黎的顯貴會議[4]。
- 1807年：大公會（法语：Grand Sanhédrin）成立時，被選為副主席[5]。
- 1808-1826年：擔任法國首席拉比[6]。
- 1812-1826年：擔任法國以色列中央議會（法语：Consistoire central israélite de France）主席。

## 受獎
- 鐵冠勳章（法语：Ordre de la Couronne de fer）